# Gollania varians
Gollania varians är en bladmossart som beskrevs av Brotherus 1908. Gollania varians ingår i släktet Gollania och familjen Hypnaceae. Inga underarter finns listade i Catalogue of Life.